# Dynastie des Mermnades
La dynastie des Mermnades régna sur la Lydie de 685 à 547 av. J.-C. Le mot Mermnades signifie « faucons ».

## Historique
Succédant au roi Candaule, dernier des Héraclides, Gygès fonde une nouvelle dynastie de cinq rois jusqu'à la déposition de Crésus par Cyrus II.
Liste des rois de Lydie de la dynastie des Mermnades d'après Hérodote :
- 685 à 644 av. J.-C. : Gygès
- 644 à 615 av. J.-C. : Ardys II
- 615 à 610 av. J.-C. : Sadyattès
- 610 à 561 av. J.-C. : Alyatte II
- 561 à 547 av. J.-C. : Crésus